# Acacia tanjorensis
Acacia tanjorensis là một loài thực vật có hoa trong họ Đậu. Loài này được Ragup., Thoth. & Mahad. miêu tả khoa học đầu tiên.